# Lógica infinitaria
Una lógica infinita es una lógica que permite declaraciones infinitamente largas y / o pruebas infinitamente largas. Algunas lógicas infinitarias pueden tener diferentes propiedades que las de la lógica estándar de primer orden. En particular, las lógicas infinitarias pueden no ser compactas o completas. Las nociones de compacidad e integridad que son equivalentes en la lógica finitaria a veces no lo son en las lógicas infinitas. Por lo tanto, para las lógicas infinitarias, se definen las nociones de compacidad fuerte y completitud fuerte. Este artículo abordará las lógicas infinitarias de tipo Hilbert, ya que han sido ampliamente estudiadas y constituyen las extensiones más directas de la lógica finitaria. Sin embargo, estas no son las únicas lógicas infinitarias que se han formulado o estudiado.

## Notación y axioma de elección
A medida que presentamos un lenguaje con fórmulas infinitamente largas, no es posible escribir explícitamente estas fórmulas. Para evitar este problema, se utilizan varias utilidades de registro, que estrictamente hablando, no forman parte del lenguaje formal.« {\displaystyle \cdots } » se usa para enfatizar una expresión infinitamente larga. En el caso donde esta notación no es clara, la longitud de la secuencia se anota más adelante. Cuando esta notación se vuelve ambigua o confusa, sufijos como {\displaystyle \lor _{\gamma <\delta }{A_{\gamma }}} se utilizan para indicar una disyunción infinita en un conjunto de fórmulas de cardinalidad {\displaystyle \delta }. La misma notación se puede aplicar a un cuantificador, por ejemplo, {\displaystyle \forall _{\gamma <\delta }{V_{\gamma }:}}. Esto pretende representar una serie infinita de cuantificadores para cada {\displaystyle V_{\gamma }} donde {\displaystyle \gamma <\delta }.
Es usual en lógica infinitaria asumir como el axioma de elección (como se hace a menudo cuando se habla de lógica infinita), ya que esto es necesario para tener leyes sensibles de distributividad.

## Definición de lógicas infinitarias de tipo Hilbert
Una lógica infinitaria de primer orden Lα,β, α regular , β = 0 o ω ≤ β ≤ α, tiene el mismo conjunto de símbolos que una lógica finita y puede usar todas las reglas para formar fórmulas de una lógica finita ordinaria, además de las siguientes reglas de construcción de fórmulas:
- Dado un conjunto de fórmulas  {\displaystyle A=\{A_{\gamma }|\gamma <\delta <\alpha \}} entonces {\displaystyle (A_{0}\lor A_{1}\lor \cdots )} y {\displaystyle (A_{0}\land A_{1}\land \cdots )} son fórmulas (en cada caso, la fórmula es de longitud {\displaystyle \delta }.)
- Dado un conjunto de variables {\displaystyle V=\{V_{\gamma }|\gamma <\delta <\beta \}} y una fórmula {\displaystyle A_{0}} entonces {\displaystyle \forall V_{0}:\forall V_{1}\cdots (A_{0})} y {\displaystyle \exists V_{0}:\exists V_{1}\cdots (A_{0})} son fórmulas. (En cada caso, la secuencia del cuantificador es de longitud  {\displaystyle \delta }.)

Los conceptos de variable libre y afines se aplican por igual a las fórmulas infinitarias. Al igual que en la lógica finita, una fórmula a la que se vinculan todas las variables se denomina declaración.
Una teoría T en lógica infinitaria {\displaystyle L_{\alpha ,\beta }} es un conjunto de fórmulas. Una prueba en la lógica infinitaria de una teoría T es una secuencia de declaraciones de longitud {\displaystyle \gamma } que obedece a las siguientes condiciones: Cada enunciado es un axioma lógico, un elemento de T o se deduce de enunciados anteriores utilizando una regla de inferencia. Como antes, se pueden usar todas las reglas de inferencia en la lógica finitaria, junto con una más:
- Dado un conjunto de fórmulas {\displaystyle A=\{A_{\gamma }|\gamma <\delta <\alpha \}} que ya existía anteriormente en la prueba, entonces la instrucción {\displaystyle \land _{\gamma <\delta }{A_{\gamma }}} puede ser inferida.

Los diagramas de axiomas lógicos específicos de la lógica infinitaria se presentan a continuación. Variables de esquema globales: {\displaystyle \delta } y {\displaystyle \gamma } tel que {\displaystyle 0<\delta <\alpha }.
- {\displaystyle ((\land _{\epsilon <\delta }{(A_{\delta }\implies A_{\epsilon })})\implies (A_{\delta }\implies \land _{\epsilon <\delta }{A_{\epsilon }}))}
- Para cada {\displaystyle \gamma <\delta }, {\displaystyle ((\land _{\epsilon <\delta }{A_{\epsilon }})\implies A_{\gamma })}
- Ley distributiva de Chang (para cada {\displaystyle \gamma }): {\displaystyle (\lor _{\mu <\gamma }{(\land _{\delta <\gamma }{A_{\mu ,\delta }})})}, où {\displaystyle \forall \mu \forall \delta \exists \epsilon <\gamma :A_{\mu ,\delta }=A_{\epsilon }} ou {\displaystyle A_{\mu ,\delta }=\neg A_{\epsilon }}, et {\displaystyle \forall g\in \gamma ^{\gamma }\exists \epsilon <\gamma :\{A_{\epsilon },\neg A_{\epsilon }\}\subseteq \{A_{\mu ,g(\mu )}:\mu <\gamma \}}
- Para {\displaystyle \gamma <\alpha }, {\displaystyle ((\land _{\mu <\gamma }{(\lor _{\delta <\gamma }{A_{\mu ,\delta }})})\implies (\lor _{\epsilon <\gamma ^{\gamma }}{(\land _{\mu <\gamma }{A_{\mu ,\gamma _{\epsilon }(\mu )})}}))}, où {\displaystyle \{\gamma _{\epsilon }:\epsilon <\gamma ^{\gamma }\}} es un conjunto bien ordenado de {\displaystyle \gamma ^{\gamma }}

Los últimos dos esquemas de axiomas requieren el axioma de elección porque algunos conjuntos deben estar bien ordenados. El último esquema de axioma es estrictamente inútil porque las leyes de distribución de Chang lo implican.

## Completitud, compacidad y completitud fuerte
Una teoría es cualquier conjunto de declaraciones. La verdad de los enunciados en los modelos se define por recursión y coincidirá con la definición de lógica finitaria donde ambos se definen. Dada una teoría, se dice que una afirmación es válida para la teoría T si es verdadera en todos los modelos T.
Una lógica {\displaystyle L_{\alpha ,\beta }} es completa si para cada sentencia S válida en cada modelo de ella existe una prueba de S. Es fuertemente completa si para cualquier teoría T, para cada sentencia S válida en T existe una prueba de S proveniente de T. Una lógica infinitaria puede ser completa sin ser fuertemente completa.
Un cardinal {\displaystyle \kappa \neq \omega } es un cardinal débilmente compacto cuando para cada teoría T en {\displaystyle L_{\kappa ,\kappa }} que contiene como máximo {\displaystyle \kappa } fórmulas, si cada S {\displaystyle \subseteq } T de cardinalidad menor que {\displaystyle \kappa } tiene un modelo, entonces T tiene un modelo. Un cardinal {\displaystyle \kappa \neq \omega } es un cardinal fuertemente compacto cuando para cada teoría T en {\displaystyle L_{\kappa ,\kappa }}, sin restricción de tamaño, si cada S {\displaystyle \subseteq } T de cardinalidad menor que {\displaystyle \kappa } tiene un modelo, entonces T tiene un modelo.

## Conceptos expresables en lógica infinitaria
En el lenguaje de la teoría de conjuntos, la siguiente declaración expresa el axioma de regularidad: 
{\displaystyle \forall _{\gamma <\omega }{V_{\gamma }:}\neg \land _{\gamma <\omega }{V_{\gamma +}\in V_{\gamma }}.\,}
A diferencia del axioma de regularidad usual, esta afirmación no admite interpretaciones no estándar. El concepto de bien fundado solo puede expresarse en una lógica que permita un número infinito de cuantificadores en una declaración individual.
Como consecuencia, muchas teorías, incluyendo la aritmética de Peano, que no puede axiomatizarse adecuadamente en lógica finitaria, puede expresarse en una lógica infinitaria adecuada. Otros ejemplos incluyen las teorías matemáticas de que incluyen el axioma de Arquímedes o la torsión.[cita requerida] Las tres teorías mencionadas se pueden definir sin el uso de la cuantificación infinitaria, mediante el uso de uniones infinitas.

## Lógicas infinitarias completas
Dos lógicas infinitarias destacan por su completitud. Estas lógicas son {\displaystyle L_{\omega ,\omega }} y {\displaystyle L_{\omega _{1},\omega }}. La primera es la lógica finitaria estándar de primer orden y la segunda es una lógica infinitaria que solo permite enunciados de tamaño numerable.
- La lógica de {\displaystyle L_{\omega ,\omega }} también es fuertemente completa, compacta y fuertemente compacta.

- La lógica de {\displaystyle L_{\omega _{1},\omega }} no es compacta, pero es completa (bajo los axiomas dados anteriormente). Además, satisface una variante de la propiedad interpolación de Craig.

- Si la lógica de {\displaystyle L_{\alpha ,\alpha }} es fuertemente completa (bajo los axiomas dados anteriormente) entonces {\displaystyle \alpha } es fuertemente compacta (porque las demostraciones en estas lógicas no pueden usar {\displaystyle \alpha } o más de los axiomas dados).

- Datos: Q6029713